# Яман-Дере

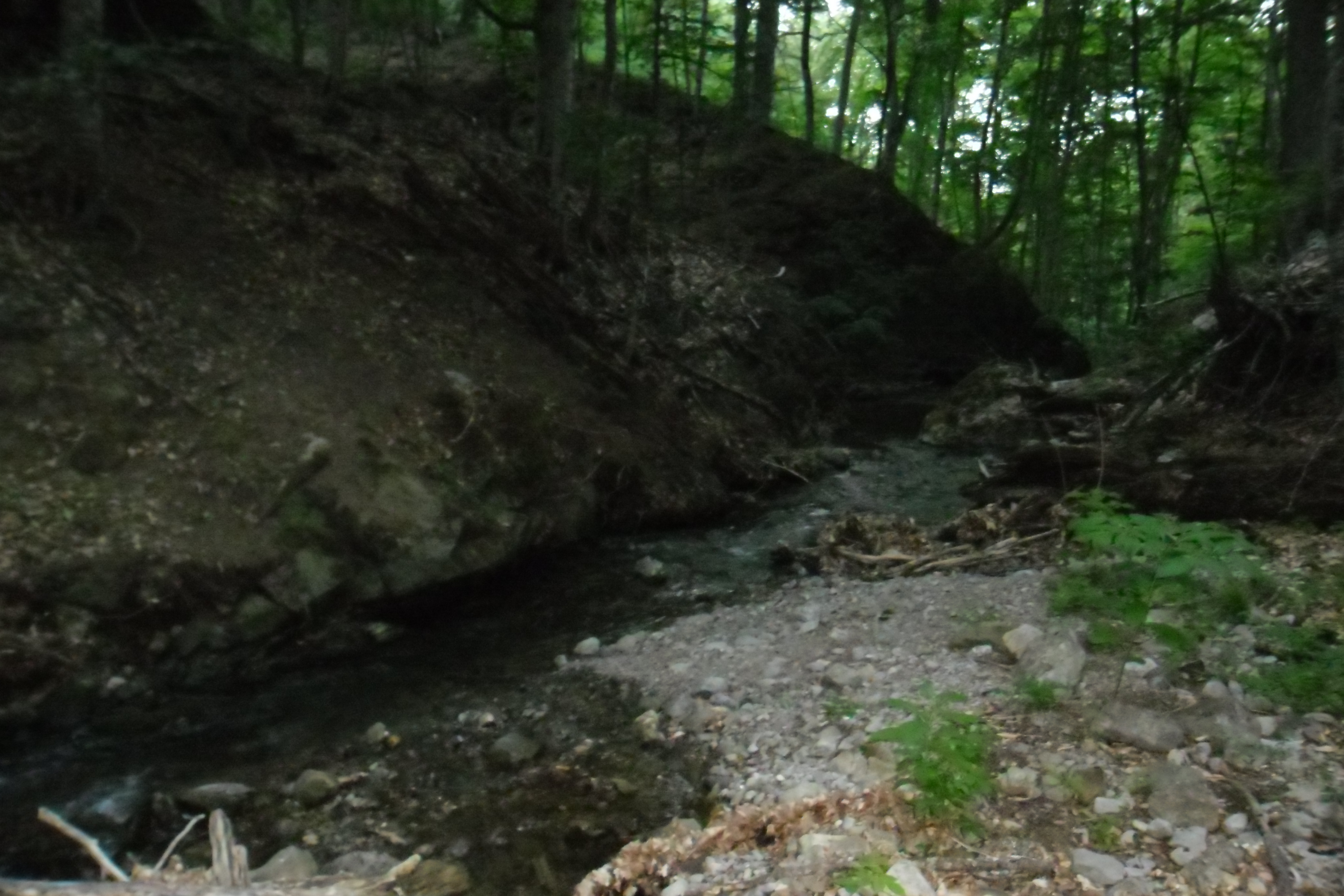
Ущелина Яман-Дере з річкою Узень-Баш у середній течії.

Яман-Дере — глибока ущелина річки Узень-Баш з крутими лісистими схилами, каскадами і водоспадом Головкінського. 

## Загальний опис
Ущелина Яман-Дере розташована на північно-східних схилах Бабуган-яйли. Басейн річки Улу-Узень. На захід від ущелини — Хребет Коник.
Оптимальний туристський маршрут — знизу ущелини до її вершини вздовж річки Узень-Баш. Більш складний і дещо ризикований (осип, крутий схил) — від Хребта Коник униз по ущелині.
Назва від кримськотатарського yaman — поганий; dere — ущелина, тобто Яман-Дере — погана ущелина.

## Галерея

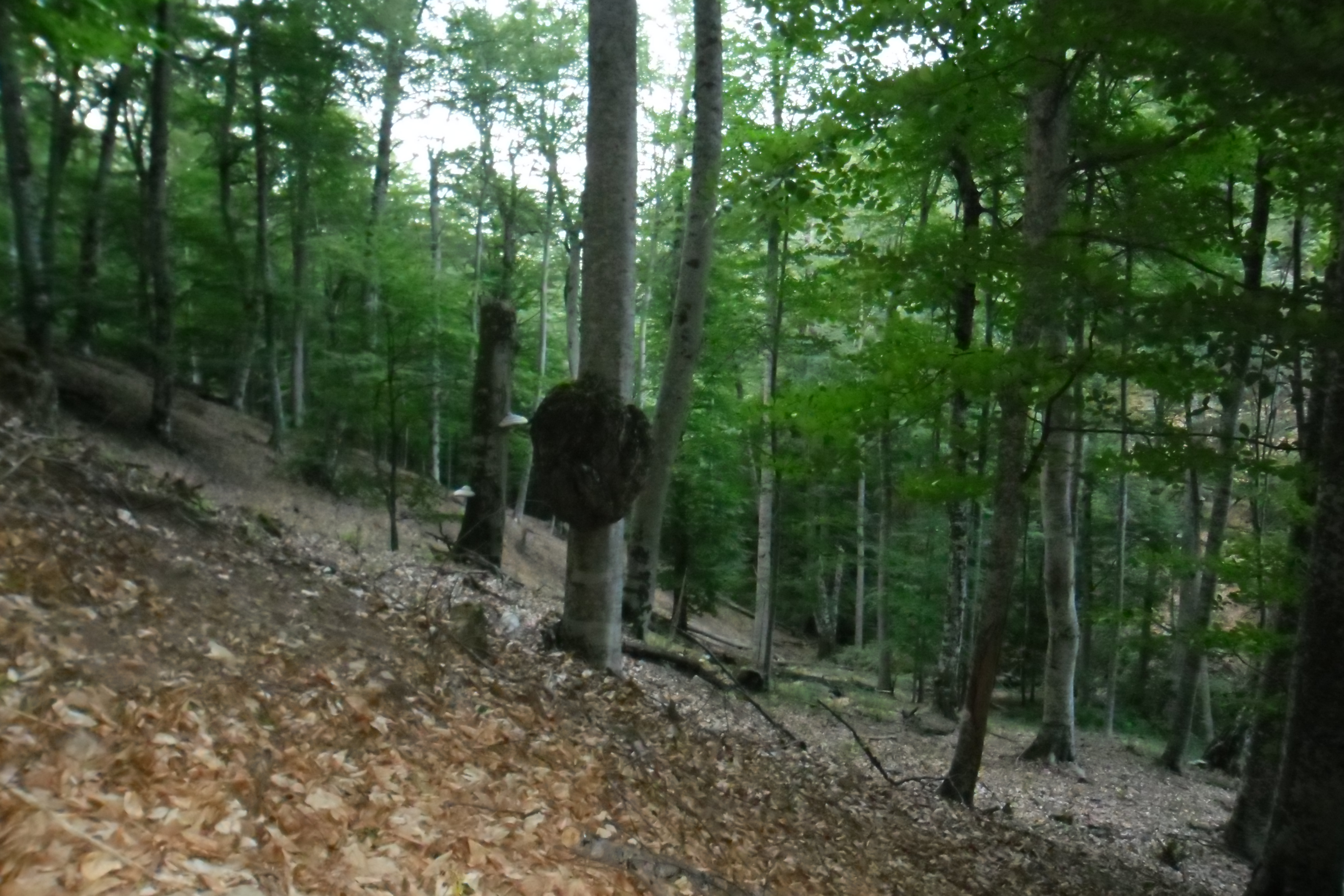
Схили ущелини Яман-Дере
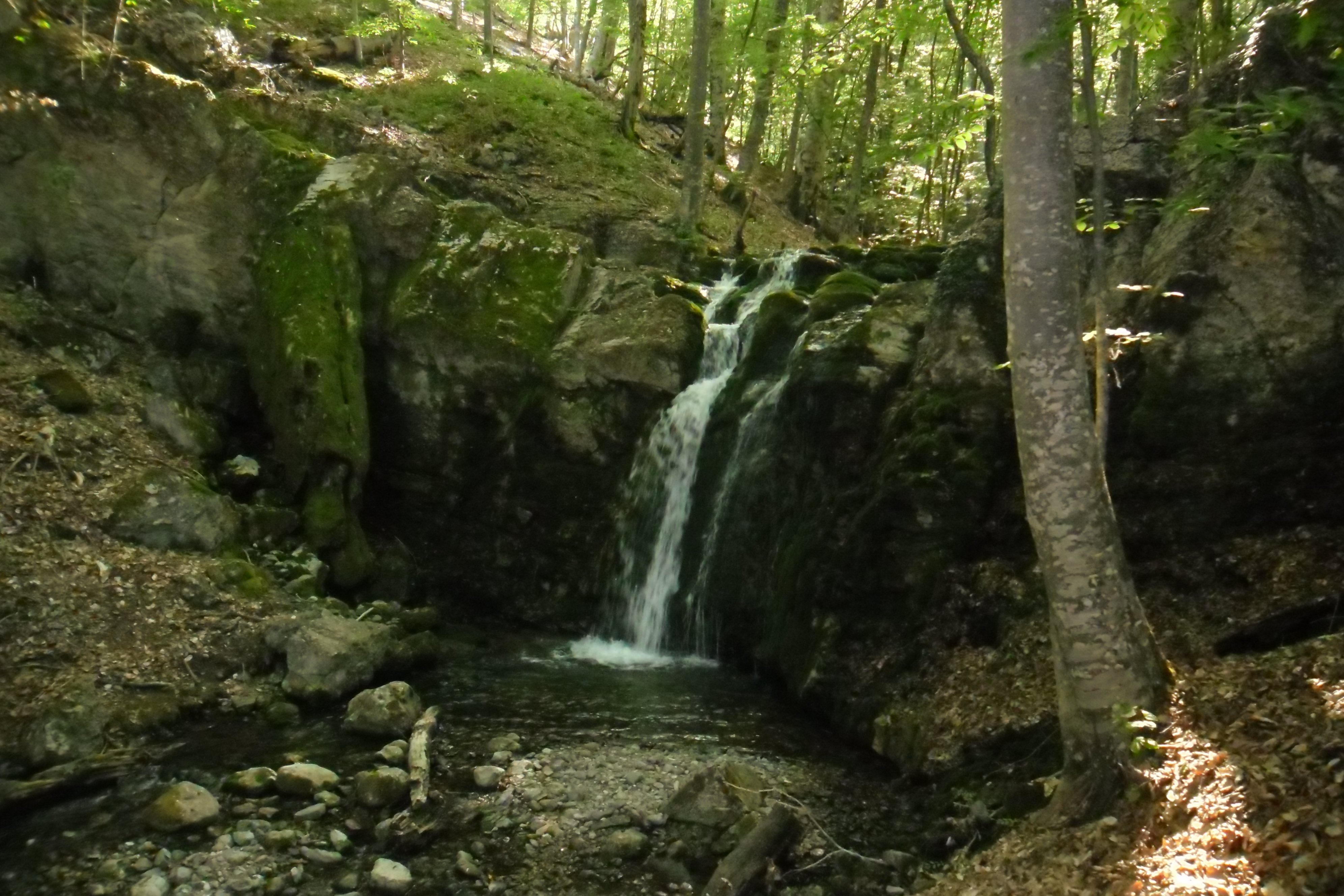
Водоспад Головкінського